# Campionati europei di atletica leggera 2024 - 5000 metri piani maschili
La specialità dei 5000 metri piani maschili ai campionati europei di atletica leggera 2024 si è svolta l'8 giugno allo Stadio Olimpico di Roma, in Italia.

## Podio
| Pos.    | Atleta                   | Nazionalità   | Tempo    | Note                                     |
| ------- | ------------------------ | ------------- | -------- | ---------------------------------------- |
| Oro     | Jakob Ingebrigtsen       | Norvegia      | 13'20"11 | Miglior prestazione personale stagionale |
| Argento | George Mills             | Gran Bretagna | 13'21"38 |                                          |
| Bronzo  | Dominic Lokinyomo Lobalu | Svizzera      | 13'21"61 |                                          |

## Situazione pre-gara

### Record
Prima di questa competizione, il record del mondo (RM), il record europeo (EU) ed il record dei campionati (RC) erano i seguenti:
| Record                | Prestazione | Atleta                     | Data                                        | Competizione |
| --------------------- | ----------- | -------------------------- | ------------------------------------------- | ------------ |
| Record mondiale       | 12'35"36    | Joshua Cheptegei Uganda    | 14 agosto 2020 Monaco di Baviera, Germania  |              |
| Record europeo        | 12'45"01    | Mohamed Katir Spagna       | 21 luglio 2023 Monaco, Principato di Monaco |              |
| Record dei campionati | 13'10"15    | Jack Buckner Gran Bretagna | 31 agosto 1986 Stoccarda, Germania Est      | Europei 1986 |

### Campione in carica
Il campione europeo in carica era:
| Campione                        | Atleta                      | Prestazione | Data                                       | Competizione        |
| ------------------------------- | --------------------------- | ----------- | ------------------------------------------ | ------------------- |
| Europeo                         | Jakob Ingebrigtsen Norvegia | 13'21"13    | 16 agosto 2022 Monaco di Baviera, Germania | Europei 2022        |
| Europeo Indoor 3000 metri piani | Jakob Ingebrigtsen Norvegia | 7'40"32(i)  | 5 marzo 2023 Istanbul, Turchia             | Europei Indoor 2023 |

### La stagione
Prima di questa gara, gli atleti europei con le migliori tre prestazioni europee dell'anno erano:
| Pos. | Atleta                            | Prestazione | Data                          |
| ---- | --------------------------------- | ----------- | ----------------------------- |
| 1    | Thierry Ndikumwenayo Spagna       | 12'48"10    | 30 maggio 2024 Oslo, Norvegia |
| 2    | Dominic Lokinyomo Lobalu Svizzera | 12'50"90    | 30 maggio 2024 Oslo, Norvegia |
| 3    | Andreas Almgren Svezia            | 12'50"94    | 30 maggio 2024 Oslo, Norvegia |

## Risultati

### Finale
La finale diretta si è disputata alle ore 22:28 dell'8 giugno.
| Pos.    | Nome                     | Nazionalità   | Tempo    | Note                                     |
| ------- | ------------------------ | ------------- | -------- | ---------------------------------------- |
| Oro     | Jakob Ingebrigtsen       | Norvegia      | 13'20"11 | Miglior prestazione personale stagionale |
| Argento | George Mills             | Gran Bretagna | 13'21"38 |                                          |
| Bronzo  | Dominic Lokinyomo Lobalu | Svizzera      | 13'21"61 |                                          |
| 4       | Adel Mechaal             | Spagna        | 13'22"77 |                                          |
| 5       | Thierry Ndikumwenayo     | Spagna        | 13'23"26 |                                          |
| 6       | Elzan Bibić              | Serbia        | 13'24"54 |                                          |
| 7       | James West               | Gran Bretagna | 13'24"80 |                                          |
| 8       | Morgan Le Guen           | Svizzera      | 13'25"08 |                                          |
| 9       | Mahadi Abdi Ali          | Paesi Bassi   | 13'25"65 |                                          |
| 10      | John Heymans             | Belgio        | 13'25"99 |                                          |
| 11      | Narve Gilje Nordås       | Norvegia      | 13'26"91 | Miglior prestazione personale stagionale |
| 12      | Emil Danielsson          | Svezia        | 13'27"42 | Miglior prestazione personale stagionale |
| 13      | Romain Legendre          | Francia       | 13'29"15 |                                          |
| 14      | Brian Fay                | Irlanda       | 13'29"48 |                                          |
| 15      | Etienne Daguinos         | Francia       | 13'30"06 |                                          |
| 16      | Jonas Raess              | Svizzera      | 13'31"43 |                                          |
| 17      | Jack Rowe                | Gran Bretagna | 13'31"77 |                                          |
| 18      | Mike Foppen              | Paesi Bassi   | 13'32"77 |                                          |
| 19      | Bastien Augusto          | Francia       | 13'34"03 |                                          |
| 20      | Robin Hendrix            | Belgio        | 13'36"19 |                                          |
| 21      | Per Svela                | Norvegia      | 13'38"72 |                                          |
| 22      | Maximilian Thorwirth     | Germania      | 13'41"29 |                                          |
| 23      | Florian Bremm            | Germania      | 13'42"30 |                                          |
| 24      | Sergio Jiménez           | Spagna        | 13'43"44 |                                          |
| 25      | Henrik Ingebrigtsen      | Norvegia      | 13'52"71 |                                          |
| 26      | Mohamed Abdilaahi        | Germania      | 13'58"89 |                                          |
| 27      | Tim Verbaandert          | Paesi Bassi   | 14'01"18 | Miglior prestazione personale stagionale |